# Sidi El Hattab
Sidi El Hattab (en àrab سيدي الحطاب, Sīdī al-Ḥaṭṭāb; en amazic ⵙⵉⴷⵉ ⵃⵟⵟⴰⴱ) és una comuna rural de la província d'El Kelâa des Sraghna, a la regió de Marràqueix-Safi, al Marroc. Segons el cens de 2014 tenia una població total de 9.421 persones.